# فالنتينا قسيسية
فالتينا قسيسية هي سيدة أعمال أردنية، الرئيسة التنفيذية لمؤسسة عبد الحميد شومان في الأردن، والمديرة لمؤسسة نهر الأردن. تشغل فالنتينا عدداً من المناصب في مؤسسات أردنية عدة، فهي عضو في مجلس أمناء جامعة البلقاء التطبيقية، وعضو في مجلس إدارة صندوق الريادة الأردني، وعضو مجلس كلية الفنون والتصميم في الجامعة الأردنية، وعضو في مجلس إدارة في قناة المملكة الأردنية.
كانت فالنتينا -منذ صغرها- متطوعة في التنمية المحلية وهو الأمر الذي ساعدها في مجال عملها  وقد أنهت دراسة تخصص تكنولوجيا المعلومات. شغلت فالنتينا المناصب الادارية والبرمجية جميعها بالتدريج في مؤسسة نهر الأردن وصولاً إلى استلامها منصب مدير المؤسسة ثم انتقلت إلى مؤسسة عبد الحميد شومان. وحصلت فالنتينا على زمالة آيزنهاور، وفي عام 2010 حصلت على لقب زميل واد ويلوك (Ward Wheelock).

## الإنجازات

### دورها في البحث العلمي
عملت فالنتينا على مشاريع مجانية لنشر الثقافة، وهي ترى أن الثقافة حق للجميع وتشمل جميع الفئات العمرية فلا تكون حكراً على الفئة المقتدرة فقط. تدعم فالنتينا وتشجع البحث العلمي من خلال مؤسسة عبد الحميد شومان، والتي يوجد لديها صندوق لدعم الباحثين الأردنيين، كما أنها تُموِّل جائرة عبد الحميد شومان للباحثين العرب، وبالإضافة إلى التشارك مع معهد ماساتشوستس للتكنولوجيا.

#### دورها في تنمية مهارات الأطفال
أطلقت برنامج «مختبر المبتكرين الصغار» لضم أطفال ما بين سن 10-13 سنة، ومن خلاله حصل الأطفال على ورشات عمل تدريبية ونقاشات وطرح الأسئلة وإجراء التجارب المتنوعة منها العلمية والكهربائية والبرمجية لتدريب عقلهم على التفكير ومعرفة السبب وراء حصول النتيجة وعدم الاكتفاء بحفظ النتيجة فقط.